# شوهی تاکدا
شوهی تاکدا (انگلیسی: Shohei Takeda؛ زادهٔ ۴ آوریل ۱۹۹۴) بازیکن فوتبال اهل ژاپن است.